# La vérité est bonne, mais le bonheur est meilleur
La vérité est bonne, mais le bonheur est meilleur (Правда - хорошо, а счастье лучше) est une comédie en quatre actes du dramaturge russe Alexandre Ostrovski. Il en termine l'écriture en novembre 1876. Elle est publiée dans le n° 1 des Annales de la Patrie de 1877. La première a lieu le 18 novembre 1876 au Théâtre Maly de Moscou et elle est représentée à Saint-Pétersbourg le 22 novembre de la même année au Théâtre Alexandra au bénéfice de Fiodor Boudrine. Elle pose la question de savoir si la vérité est un obstacle ou non au bonheur.

## Personnages
- Amos Panfilytch Barabochev, marchand d'environ quarante ans, veuf.
- Mavra Tarassovna, sa mère, replète et encore assez vive, la soixantaine, habillée à l'ancienne, mais richement, s'exprimant avec importance et sévérité.
- Polyxène, fille de Barabochev, jeune fille.
- Filitsata, vieille nourrice de Polyxène.
- Nicandre Moukhoïarov, employé de Barabochev, la trentaine.
- Gleb Merkoulytch, jardinier.
- Palatée Grigorievna Zybkina, pauvre veuve.
- Platon, son fils, jeune homme.
- Sila Erofeïtch Groznov, sous-officier à la retraite, d'environ soixante-dix ans, vêtu d'une tunique neuve très ample d'un uniforme ancien, la poitrine couverte de médailles, des rayures sur les manches et portant une casquette chaude.

## Argument
L'intrigue de la pièce est à première vue facile et ordinaire. L'action se passe à la maison d'une dame riche âgée de la soixantaine de la classe des marchands, Mavra Tarassovna. Tout est convenable, strict et impeccable, cependant à y regarder de plus près, tout ne va pas si bien dans cette famille honorable. Le fils de la maison dépense l'argent en beuveries, les employés falsifient les documents et le jardinier vole les pommes du verger. Et même Mavra Tarassovna, comme on le comprend plus tard n'est pas sans péché... Mais la maîtresse de maison dominatrice ferme les yeux avec condescendance sur les faiblesses de son fils, pourvu que « tout soit fait selon sa volonté à elle ». Seul le pauvre employé Platon ne rentre pas dans l'ordre des choses car il a l'habitude de toujours dire la vérité à tout le monde, et la jolie petite-fille de Mavra Tarassovna, Polyxène, qui est en âge de se marier et qui a hérité du sang-froid de sa grand-mère, est tombée de manière inappropriée amoureuse de Platon ! Mavra Tarassovna quant à elle est capable de fermer les yeux sur tout, sauf sur l'honnêteté et l'amour de la liberté et elle décide d'éviter les ennuis aux amoureux. Mais c'est alors qu'arrive à la maison un invité d'autrefois, le vieux sous-officier Groznov...
Le dialogue de la grand-mère et de la petite-fille suivant est célèbre : Mavra Tarassovna « Tes "maintenant" et "demain" de veulent rien dire pour moi ; et j'estime que ce sont de mauvaises raisons. On aurait beau m'éteindre dans un mortier que je ne serais pas persuadée. Je ne sais pas comme les autres, soit ; mais je suis très contente de mon caractère. Polyxène : Mois aussi j'ai mon caractère : tout faire pour vous contredire et j'en suis très contente. Mavra Tarassovna : Très bien ma chère petite, eh bien nous allons l'écrire. »

## Adaptation à l'écran
- La vérité est bonne, mais le bonheur est meilleur, film, 1951 (URSS[4])